# 渡辺輝雄
渡辺 輝雄（わたなべ てるお、1913年10月16日 - 1998年12月8日）は、日本の経済学者で、特にフランソワ・ケネーなど、アダム・スミス以前の初期経済学説史を専門とした。

## 略歴
前身の大倉経済専門学校の時代を含め、東京経済大学に長く勤め、経済学部長や学長（1976年 - 1984年）などを歴任した。
大倉財閥が創設した大倉高等商業学校（東京経済大学の前身校）に学び、1934年に卒業して、神戸商業大学に進み、1937年に同大学を卒業して母校である大倉高商の専任講師となり、1939年には教授に昇任した。早くから大倉高商～大倉経専の大学への昇格を唱え、戦後の大学昇格運動において中心的役割を担った。
1949年、新制大学として東京経済大学が発足すると、教授として経済原理、経済学史を担当した。大学草創期の頃は、妻とともに大学構内の寮に住み込んでいた。
1952年3月、左翼思想の排除をもくろんだ理事会の突然の決定によって渡辺は突然教授職を解職され、続いて同様に解職された2名の非常勤講師（松本金次郎、玉城肇）とともに渡辺が大学を提訴し、学生たちも抗議行動を起こすといった事態になった。当時、一橋大学経済学部の教授で、東京経済大学の兼任教授でもあった山田雄三の調停により、混乱は収拾が図られ、7月に解職は取り消された。
1962年、『創設者の経済学』により京都大学から経済学博士を授与された。日本の学界におけるケネー研究の第一人者とも評された。
東京経済大学では、経済学部長，図書館長などを歴任した後、1976年から1984年まで学長を務め、1978年から1979年にかけては理事長代行を兼務した。学長退任後、名誉教授となったが、引き続き学校法人理事、非常勤講師として大学に関わり続けた。

## おもな業績
渡辺の主要な業績は、死後、2000年に鈴木信雄の編集で『渡辺輝雄経済学史著作集』（全3巻）（日本経済評論社）にまとめられた。著作集第1巻は『創設者の経済学 : ペティー、カンティロン、ケネー研究』、第2、3巻は『ケネー経済学研究 1、2』と題された。
- 創設者の経済学 : ペティー、カンティロン、ケネー研究、未來社、1961年

### 共編
- （坂田太郎との共編）わが国における重農主義研究文献目録、勁草書房、1974年

### 翻訳
- ジェームズ・ミル著、経済学綱要、春秋社、1948年